# Guido Alvarenga
Guido Virgilio Alvarenga (Assunção, 24 de agosto de 1970) é um ex-futebolista paraguaio.

## Carreira
Guido Alvarenga representou a Seleção Paraguaia de Futebol nas Olimpíadas de 1992.